# Fun Radio (Frankreich)

Aktuelles Logo (2012)

Fun Radio (auch: FUN RADIO) ist ein privater Hörfunksender aus Frankreich. Das Programm wird aus Paris (8. Arrondissement) gesendet und hat sich auf aktuelle Chartmusik spezialisiert.

## Geschichte
Fun Radio wurde am 2. Oktober 1985 in Südfrankreich von Jean-Baptiste Kerry, Eric Pechadre und Pierre Lattes gegründet. Sie schlossen ihre sechs Lokalsender von Nouvelle Radio Jeunesse in Nancy, Grenoble, Montpellier, Bordeaux, Carcassonne und Toulouse sowie Chic FM aus Nizza zusammen. Diese Abspaltung war im Geheimen vorbereitet worden. In der Nacht vom 1. auf den 2. Oktober 1985 wurden Flugblätter verteilt, um die Geburt dieser neuen Radiostation anzukündigen. Zu den ersten DJs zählten Didier Sinclair (der bis 1991 tätig war), Jean-Luc Reichmann und Julien Courbet.

## Empfang
Der Sender ist in Frankreich über UKW, in ganz Europa über Astra 19,2° Ost und weltweit als Livestream im Internet zu empfangen.

## Sonstiges
In der Slowakei existiert ein gleichnamiger und auch programmatisch ähnlicher Sender.